# ユリウス・スクートナブ

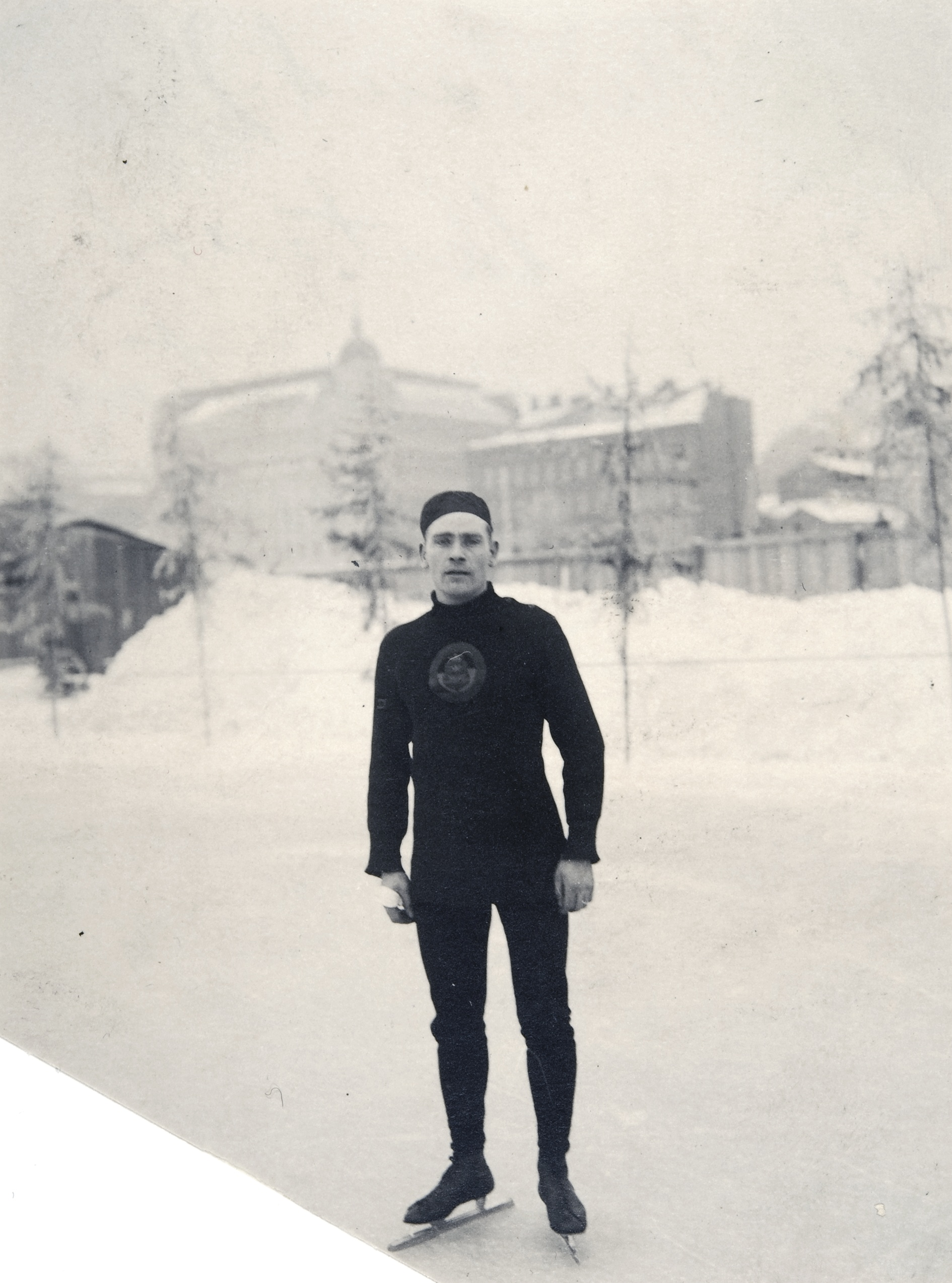
Julius Skutnabb

ユリウス・フェルディナンド・スクートナブ（Julius Ferninand Skutnabb、1889年6月12日-1965年2月26日）は、フィンランド、ヘルシンキ出身のスピードスケート選手。1910年代から1920年代にかけ活躍し、30歳代でも優秀な成績を残した。
1914年の世界選手権で国際大会にデビューしたがその年第一次世界大戦が勃発したため国際大会への出場機会を失った。それでも国内大会で1914年、1916年、1917年とチャンピオンになった彼は1922年の世界選手権に32歳で出場、総合で5位となった。
1924年のシャモニーオリンピックで金メダル1個、銀メダル1個、銅メダル1個、1928年のサンモリッツオリンピックで銀メダルを1個獲得した。
サンモリッツオリンピックで銀メダルを獲得したときは38歳と246日での快挙であった。

## 自己ベスト
- 500m – 44秒8 (1926年)
- 1500m – 2分24秒2 (1926年)
- 5000m – 8分44秒0 (1926年)
- 10000m – 17分59秒3 (1922年)